# Sword of the Stars II: Lords of Winter
Sword of the Stars II: Lords of Winter est un jeu vidéo 4X développé par Kerberos Productions et édité par Paradox Interactive, sorti en 2011 sur Windows.

## Accueil
- Game Informer : 3/10[1]
- GameSpot : 3/10[2]
- IGN : 2,5/10[3]
- PC Gamer UK : 43 %[4]  - 55 % (Enhanced)[5]